# Massacre de Tong Chup
O massacre de Tong Chup (em vietnamita:  Thảm sát Tổng Chúp) foi um crime de guerra cometido pelo Exército de Libertação Popular da China durante a Guerra Sino-Vietnamita de 1979. O incidente aconteceu na vila de Tong Chup, comuna de Hung Dao, cidade de Cao Bằng. A partir de 17 de fevereiro de 1979, o Exército de Libertação Chinês atacou simultaneamente o Vietnã ao longo da fronteira norte entre os dois países.
Como a região da fronteira sino-vietnamita era inacessível para correspondentes estrangeiros durante a guerra, as reivindicações vietnamitas nunca foram verificadas de forma independente e o incidente era amplamente desconhecido fora do Vietnã. Da mesma forma, o número de mortos do massacre é inverificável. Jornalistas da Associated Press visitando Tong Chup em 1987 citaram autoridades vietnamitas que o número de mortes foi maior do que os 504 mortos do massacre de Mỹ Lai, de acordo com estatísticas vietnamitas.